# Милијеш
Милијеш је насеље у Србији у општини Прибој у Златиборском округу. Према попису из 2022. било је 460 становника.

## Демографија
У насељу Милијеш живи 480 пунолетних становника, а просечна старост становништва износи 37,2 година (36,1 код мушкараца и 38,3 код жена). У насељу има 203 домаћинства, а просечан број чланова по домаћинству је 3,17.
Ово насеље је углавном насељено Србима (према попису из 2002. године), а у последња три пописа, примећен је пад у броју становника.
|  |

| Демографија | Демографија | Демографија |
| Година      | Становника  | Становника  |
| ----------- | ----------- | ----------- |
| 1948.       | 496         |             |
| 1953.       | 498         |             |
| 1961.       | 517         |             |
| 1971.       | 578         |             |
| 1981.       | 761         |             |
| 1991.       | 717         | 710         |
| 2002.       | 644         | 759         |

| Етнички састав према попису из 2002.‍ | Етнички састав према попису из 2002.‍ | Етнички састав према попису из 2002.‍ | Етнички састав према попису из 2002.‍ | Етнички састав према попису из 2002.‍ |
| ------------------------------------ | ------------------------------------ | ------------------------------------ | ------------------------------------ | ------------------------------------ |
|                                      |                                      |                                      |                                      |                                      |
| Срби                                 | Срби                                 |                                      | 459                                  | 71,27%                               |
| Бошњаци                              | Бошњаци                              |                                      | 113                                  | 17,54%                               |
| Муслимани                            | Муслимани                            |                                      | 68                                   | 10,55%                               |
| Црногорци                            | Црногорци                            |                                      | 1                                    | 0,15%                                |
| непознато                            | непознато                            |                                      | 0                                    | 0,0%                                 |

| Година пописа     | 1948. | 1953. | 1961. | 1971. | 1981. | 1991. | 2002. |
| ----------------- | ----- | ----- | ----- | ----- | ----- | ----- | ----- |
| Број домаћинстава | 91    | 80    | 95    | 124   | 194   | 206   | 203   |

| Број чланова      | 1  | 2  | 3  | 4  | 5  | 6 | 7 | 8 | 9 | 10 и више | Просек |
| ----------------- | -- | -- | -- | -- | -- | - | - | - | - | --------- | ------ |
| Број домаћинстава | 35 | 41 | 33 | 62 | 21 | 5 | 3 | 3 | 0 | 0         | 3,17   |

| Пол    | Укупно | Неожењен/Неудата | Ожењен/Удата | Удовац/Удовица | Разведен/Разведена | Непознато |
| ------ | ------ | ---------------- | ------------ | -------------- | ------------------ | --------- |
| Мушки  | 267    | 88               | 168          | 9              | 2                  | 0         |
| Женски | 253    | 50               | 164          | 35             | 4                  | 0         |
| УКУПНО | 520    | 138              | 332          | 44             | 6                  | 0         |

| Пол    | Укупно                    | Пољопривреда, лов и шумарство | Рибарство                            | Вађење руде и камена | Прерађивачка индустрија       |
| ------ | ------------------------- | ----------------------------- | ------------------------------------ | -------------------- | ----------------------------- |
| Мушки  | 102                       | 20                            | 0                                    | 0                    | 36                            |
| Женски | 48                        | 9                             | 0                                    | 0                    | 8                             |
| УКУПНО | 150                       | 29                            | 0                                    | 0                    | 44                            |
| Пол    | Производња и снабдевање   | Грађевинарство                | Трговина                             | Хотели и ресторани   | Саобраћај, складиштење и везе |
| Мушки  | 9                         | 4                             | 4                                    | 0                    | 13                            |
| Женски | 0                         | 2                             | 2                                    | 6                    | 2                             |
| УКУПНО | 9                         | 6                             | 6                                    | 6                    | 15                            |
| Пол    | Финансијско посредовање   | Некретнине                    | Државна управа и одбрана             | Образовање           | Здравствени и социјални рад   |
| Мушки  | 0                         | 0                             | 3                                    | 4                    | 1                             |
| Женски | 0                         | 1                             | 1                                    | 4                    | 12                            |
| УКУПНО | 0                         | 1                             | 4                                    | 8                    | 13                            |
| Пол    | Остале услужне активности | Приватна домаћинства          | Екстериторијалне организације и тела | Непознато            | Непознато                     |
| Мушки  | 1                         | 0                             | 0                                    | 7                    | 7                             |
| Женски | 0                         | 0                             | 0                                    | 1                    | 1                             |
| УКУПНО | 1                         | 0                             | 0                                    | 8                    | 8                             |